# Cuspidella procumbens
Cuspidella procumbens är en nässeldjursart som beskrevs av Paul Torben Lassenius Kramp 1911. Cuspidella procumbens ingår i släktet Cuspidella och familjen Campanulinidae.
Artens utbredningsområde är Norra Ishavet. Inga underarter finns listade i Catalogue of Life.